# UGPS J072227.51−054031.2
 UGPS J072227.51−054031.2 är en ensam stjärna i den mellersta delen av stjärnbilden Enhörningen. Den är mycket svag och kräver ett stort teleskop för att kunna observeras. Baserat på parallaxmätning på ca 243 mas, beräknas den befinna sig på ett avstånd på ca 13,4 ljusår (ca 4,1 parsek) från solen. Den rör sig bort från solen med en heliocentrisk radialhastighet på ca 47 km/s.

## Historik
UGPS J072227.51−054031.2 upptäcktes av Philip Lucas vid University of Hertfordshire och tillkännagavs 2010. Upptäcktsbilden togs den 28 november 2006 av UKIRT Infrared Deep Sky Survey (UKIDSS) med en uppföljningsbild den 2 mars 2010, som bekräftade objektets egenrörelse. Objektet rapporterades ursprungligen vara på ett närmare avstånd av 2,9 parsek, vilket skulle ha placerat det bland de tio närmaste stjärnorna från solen men senare mätningar avslöjade att objektet faktiskt befann sig på ett större avstånd än vad man ursprungligen trodde, vid 4,1+0,6
−0,5 parsec.

## Egenskaper
UGPS J072227.51−054031.2 är en brun dvärg av sen spektraltyp T, eller möjligen en fri planet (galaktisk nomad). Den har en egenrörelse på ca 970 mas per år. Den har en massa som är (10,7 ± 0,2)—(25,8 ± 0,9) Jupitermassor. en radie som är (0,886 ± 0,005)—(1,0192 ± 0,0005) Jupiterradier och har ca 6,3 × 10−7 gånger solens utstrålning av energi. Infrarött spektra visar att objektet innehåller vattenånga och metan och har en yttemperatur på ca 480–560 K.